# Asclepias meyeriana
Asclepias meyeriana är en oleanderväxtart som först beskrevs av Rudolf Schlechter, och fick sitt nu gällande namn av Rudolf Schlechter. Asclepias meyeriana ingår i släktet sidenörter, och familjen oleanderväxter. Inga underarter finns listade i Catalogue of Life.